# 波多黎各的古堡與聖胡安歷史遺址
波多黎各的古堡與聖胡安歷史遺址（英語：La Fortaleza and San Juan National Historic Site in Puerto Rico）是位於加勒比海地區、美國未合併領土波多黎各的一處聯合國教科文組織世界遺產。這項世界遺產由數座歷史性防禦工事所組成，這些設施由西班牙帝國於16世紀至20世紀期間所建，目的是為了防衛位於戰略位置的殖民城市聖胡安及其港灣，防範外來攻擊。這些防禦設施是西半球最古老、規模最大的歐洲建築防禦體系之一。除了其歷史價值外，該遺址也因其建築特色而備受重視，是文藝復興與巴洛克建築風格在美洲地區最具代表性的軍事應用之一。

## 提名
「波多黎各的古堡與聖胡安歷史遺址」於1983年12月，在義大利佛羅倫斯舉行的第七屆世界遺產委員會年會上，被正式列為聯合國教科文組織世界遺產。這是波多黎各第一項被列入的世界遺產，也是該屆會議中美國領土內獲得登錄的兩處世界遺產之一，另一處為大煙山國家公園。此外，這也是「美國未合併領土」中第一個世界遺產，截至2023年止，仍是僅有的兩處之一，另一處為帕帕哈瑙莫夸基亞國家海洋保護區，該保護區橫跨夏威夷與中途島（中途島屬於美國本土外小島嶼）。拉福塔雷薩與聖胡安遺址是以《文化遺產準則》第6項登錄，表彰其深具歷史與建築價值。
在成為世界遺產之前，古堡於1960年便已獲得美國聯邦「國家歷史地標」的指定。對於不屬於國家公園系統（NPS）管理或擁有的歷史遺址，美國政府通常要求必須先獲得這項特殊聯邦認證，才能正式被提名進入聯合國教科文組織的世界遺產預備名單。

## 世界遺產名單
此世界遺產包含了兩個構成單位中的一系列由西班牙殖民時期建造的防禦工事：
- 拉福塔雷薩（英语：La Fortaleza）：名稱意為「堡壘」，是聖胡安所建的第一座防禦性堡壘。興建於1533至1540年間，至今仍是波多黎各總督的官邸，也是西半球最古老的現用政府官邸。
- 聖胡安國家歷史遺址（英语：San Juan National Historic Site）由美國國家公園管理局負責管理，包含下列數座建於16至19世紀間的軍事建築：
  - 聖費利佩海角城堡：位於聖胡安小島（英语：San Juan Islet）西北角，建於制高點上，用以監控與保護聖胡安灣的入口。
  - 聖克里斯多瓦爾城堡（英语：Castillo de San Cristóbal）：位於舊聖胡安城牆系統的東北角，建造目的為抵禦陸地與海上攻擊，是新世界最大的歐洲建造防禦設施之一。
  - 聖胡安德拉克魯斯堡（英语：Fortín San Juan de la Cruz）：位於現今下托阿的Cabras島上，與莫羅堡隔海相望，用來控制通往聖胡安灣的海上通道。
  - 聖胡安城牆（英语：Walls of Old San Juan）：圍繞殖民城市聖胡安而建，用於防禦，位置為今日的聖胡安舊城區（英语：Old San Juan），當時為加勒比海地區往返歐洲大西洋與西班牙南美殖民地（英语：Spanish Main）之間的重要戰略港口與中繼站。

## 預備名單
這處世界遺產於2016年擴展範圍，正式納入了拉斯帕爾馬斯堡壘（西班牙語：Bastión de las Palmas）。該堡壘位於聖胡安城牆南段，是一座規模較小的防禦工事，名義上屬於美國國家公園管理局（NPS）管轄的聖胡安國家歷史遺址，但現今場地實際上由市政府管理，作為一座小型公園，位於El Mundo大樓與舊商會建築之間。
媒體報導中常常混淆這個範圍狹小、具明確界定的 UNESCO 世界遺產登錄區，與涵蓋範圍更廣的「聖胡安舊城區」。然而，自2013年以來，無論是在政府還是民間，都對於將世界遺產擴展至涵蓋整個舊聖胡安歷史區表達了濃厚興趣。同年（2013年），舊聖胡安被指定為「國家歷史地標歷史區」，這項認定是提名列入 UNESCO 世界遺產預備名單前的必要條件。

## 外部連結
- 维基共享资源上的相關多媒體資源：波多黎各的古堡與聖胡安歷史遺址
- 波多黎各的古堡與聖胡安歷史遺址（世界遺產官方網頁） （页面存档备份，存于）
- 拉福塔雷薩官方網站 （页面存档备份，存于）
- 聖胡安國家歷史遺址（美國國家公園管理局） （页面存档备份，存于）